# أل شولتز
أل شولتز (بالإنجليزية: Al Schulz)‏ هو لاعب كرة قاعدة أمريكي، ولد في 12 مايو 1889 في توليدو في الولايات المتحدة، وتوفي في 13 ديسمبر 1931 في غاليبوليس في الولايات المتحدة.

## وصلات خارجية
- أل شولتز على موقعبيزبول رفرنس.كوم (الدوري الرئيسي) (الإنجليزية)
- أل شولتز على موقعبيزبول رفرنس.كوم (الدوري الثانوي) (الإنجليزية)